# Cricula quinquefenestrata
Cricula quinquefenestrata är en fjärilsart som beskrevs av Walter Karl Johann Roepke 1940. Cricula quinquefenestrata ingår i släktet Cricula och familjen påfågelsspinnare. Inga underarter finns listade i Catalogue of Life.